# Gonzalo Escobar (futebolista)
Gonzalo Daniel Escobar (Alejandro Korn, 16 de março de 1997) é um futebolista argentino, que atua como lateral-esquerdo. Atualmente, atua no clube brasileiro Santos.

## Carreira

### Início da carreira
Nascido em Alejandro Korn, província de Buenos Aires, Escobar foi criado no bairro de El Rosedal, jogando pelos times locais CDyS El Rosedal e SF JA Castelli antes de se juntar aos times juvenis do Banfield.
Em 2012, se transfere para a equipe juvenil do Temperley.

### Temperley
Escobar fez sua estreia profissional – e na Primera División – em 15 de maio de 2016, começando em uma vitória em casa por 2 a 0 sobre o Newell's Old Boys. Ele se tornou a primeira escolha na temporada 2016-17, já que o clube novamente evitou o rebaixamento por pouco.

### Colón
Em 24 de janeiro de 2018, Escobar assinou um contrato com o Colón também na primeira divisão, clube que comprou 65% de seus direitos econômicos por uma taxa de 10 milhões de pesos argentinos (aproximadamente US$ 500.000). Ele foi titular com Alex Vigo durante sua passagem, com o clube tentando, sem sucesso, renovar seu contrato em 2020.
Pelo clube, foi campeão da Copa da Liga Argentina de 2021, além de ter disputado a Sul-Americana e a primeira divisão.

### Ibiza
Em 24 de agosto de 2021, Escobar se transferiu ao recém-promovido time da Segunda Divisão Espanhola UD Ibiza com um contrato de dois anos. Marcou seu primeiro gol profissional no dia 22 de janeiro seguinte, o terceiro de seu time em uma goleada por 5 a 0 fora de casa sobre o Málaga CF.
Em 2023, fez 24 jogos e foi titular em 17. Escobar deixou o Ibiza em junho de 2023, após o rebaixamento do clube.

### Fortaleza
Em 3 de julho de 2023, Escobar foi anunciado no Fortaleza, do Campeonato Brasileiro Série A, com contrato até dezembro de 2024. Fez sua estreia pelo clube em 5 de agosto, começando em uma derrota por 1 a 0 fora de casa para o Goiás, mas na maior parte do ano foi reserva de Bruno Pacheco.
Em fevereiro de 2024, Escobar foi um dos jogadores feridos após torcedores do Sport Recife atirarem pedras e bombas no ônibus do Fortaleza após uma partida entre os dois clubes. Ele sofreu traumatismo cranioencefálico e voltou à ação no mês seguinte.
Na equipe cearense, Escobar atuou em 21 partidas, distribuiu duas assistências, foi vice-campeão da Conmebol Sul-Americana e participou da conquista da Copa do Nordeste 2024.

### Santos
Em 19 de abril de 2024, o Santos anunciou a contratação de Escobar por empréstimo até o final do ano, em negociação que envolveu a ida de Felipe Jonatan ao Fortaleza, com um contrato definitivo subsequente até 31 de dezembro de 2026 já acertado. Ele fez sua estreia pelo clube sete dias depois, começando em uma vitória por 2 a 0 na Série B sobre o Avaí.
Marcou seu primeiro gol pelo Peixe em 21 de agosto de 2024, marcando o gol de abertura do placar em um empate por 1 a 1 fora de casa contra o Guarani. Ele se estabeleceu como titular quando o clube retornou à primeira divisão como campeão e teve seu contrato de dois anos ativado em janeiro de 2025.

## Títulos
Colón
- Copa da Liga Argentina: 2021

Fortaleza
- Copa do Nordeste: 2024[16]

Santos
- Campeonato Brasileiro - Série B: 2024

### Prêmios individuais
- Seleção do Campeonato Paulista: 2025[32]